# Мартич, Петар
Пе́тар Ма́ртич (род. 20 мая 1993, Белград) — российский музыкант сербского происхождения.

## Биография
Родился в Белграде, переехал с родителями в 1997 году в Сочи, затем вернулся обратно. В 2002 году в связи с войной в Югославии семья переехала в Москву. Учился в школе №1234. После поступил на журфак, но в итоге уехал учиться в Университет искусств в Борнмуте, Соединённое Королевство.
Музыкальную карьеру начал с рэп-проекта Прыгай киска, совместно с Кириллом Городним. Проект быстро набрал популярность и так же быстро угас за неимением интереса к его развитию у авторов. Проект был возрождён в 2023 году. Однако состав не планировал расходиться, и в 2014 году, совместно с Григорием Драчем, образовал уже новый проект — группу Пасош. Коллектив просуществовал до 2021 года, после чего произошел конфликт Петара с его девушкой Анной Зосимовой на почве домашнего насилия и абьюзивных отношений. В том же году Петар выпустил мини-альбом «23» и альбом «Петар» в рамках своего сольного проекта.
Помимо группы Пасош, в 2016 году Петар совместно с вокалисткой Лизой Громовой основали инди-поп группу «Озёра». За время существования дуэта было выпущено два EP. Изначально состав группы оставался загадкой, музыканты выступали в масках. Сами участники группы отмечали, что это часть образа и концепции, они не хотели идти на контакт со СМИ и желали отделить свою музыку и её восприятие от личностей. Проект был распущен в 2018 году, в этом же году прошли два прощальных концерта в Москве и Санкт-Петербурге.
В январе 2024 года Петара признали виновным в пропаганде наркотиков по статье 6.13, части 2 КоАП — Никулинский районный суд Москвы предписал выплатить музыканту 20 тысяч рублей штрафа, а также покинуть территорию России, где он проживает с 1997 года. В феврале этого же года Петар представил новый проект под названием Dr martic. Под этим именем вышел альбом «Taxi 2», состоящий из ранее не выпускавшихся демо/битов с проекта прыгай киска и сольного творчества.
Живёт и работает в Белграде.
Весной 2025 с Мартича был снят запрет на въезд в Россию, он анонсировал концерты в Москве и Санкт-Петербурге.

## Дискография
Проект Юрасик Сквер:
- 2014 — «Триасовый»

В составе группы Прыгай киска:
- 2014 — «Если тигр напал»
- 2014 — «Если в альбом не попало, не бойся, не пропадает»
- 2014 — «Не бойся, не нападёт»
- 2014 — «Влагина»
- 2014 — «Твой завтрак сука»
- 2014 — «Популярная музыка»
- 2014 — «Синглы 2013-2014»
- 2023 — «Икона»[5]

В составе группы Пасош:
- 2015 — «Нам никогда не будет скучно»
- 2016 — «21»
- 2017 — «Каждый раз самый важный раз»
- 2019 — «Бессрочный отпуск»
- 2020 — «Снова возвращаюсь домой», совместно с Увула

В составе проекта «Анна Зосимова и Петар Мартич»:
- 2020 — «Песня — Это праздник»

В составе группы Озёра:
- 2016 — «В отличие от тебя хардкор никогда не умрёт»
- 2017 — «Феррари»

Сольная карьера:
- 2021 — «23»
- 2021 — «Петар»

Проект Dr martic:
2024 — «Taxi 2»
Проект Petar Martić:
2024 — «Blok Pop»